# Fiete-Reder-Halle

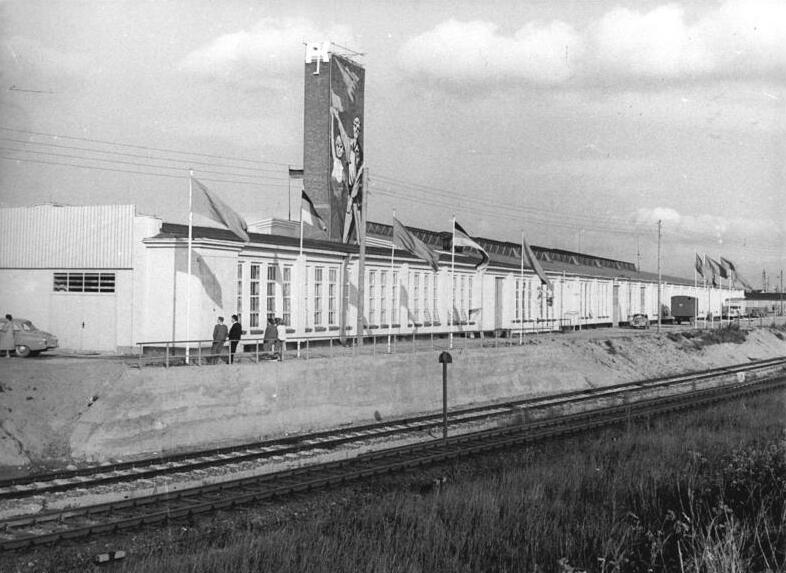
Sporthalle Marienehe 1961

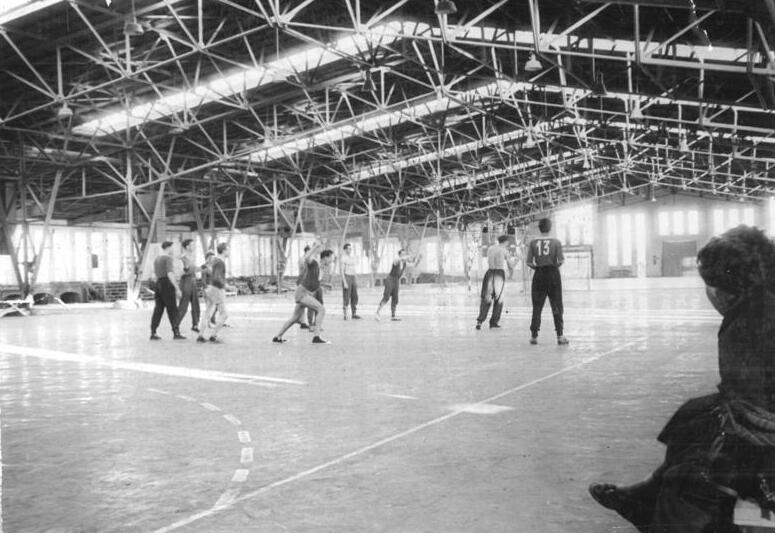
Handballtraining in der Halle 1957

Die Fiete-Reder-Halle, auch Sporthalle Marienehe, ist eine Sportanlage in der Hansestadt Rostock. Die Halle dient dem HC Empor Rostock und dem Rostocker HC als Trainingshalle.

## Geschichte
Die Halle wurde in den 1930er Jahren als Teil neuer Produktionsstätten der Ernst Heinkel Flugzeugwerke in Marienehe errichtet und in der frühen Nachkriegszeit zur Sporthalle umgebaut. Hier fanden insbesondere zu DDR-Zeiten zahlreiche bedeutende Sportveranstaltungen statt, so z. B. Spiele der Handball-Weltmeisterschaften 1958 und 1974. Im Jahre 2006 wurde die Halle zu Ehren des Handballspielers und -trainers Paul-Friedrich Reder in Fiete-Reder-Halle umbenannt.